# Tomba rupestre egizia
Per tomba rupestre si intende una tipologia di sepoltura scavata in parte nella roccia di una collina, spesso detta anche ipogeo, per la presenza di uno o più locali sotterranei.

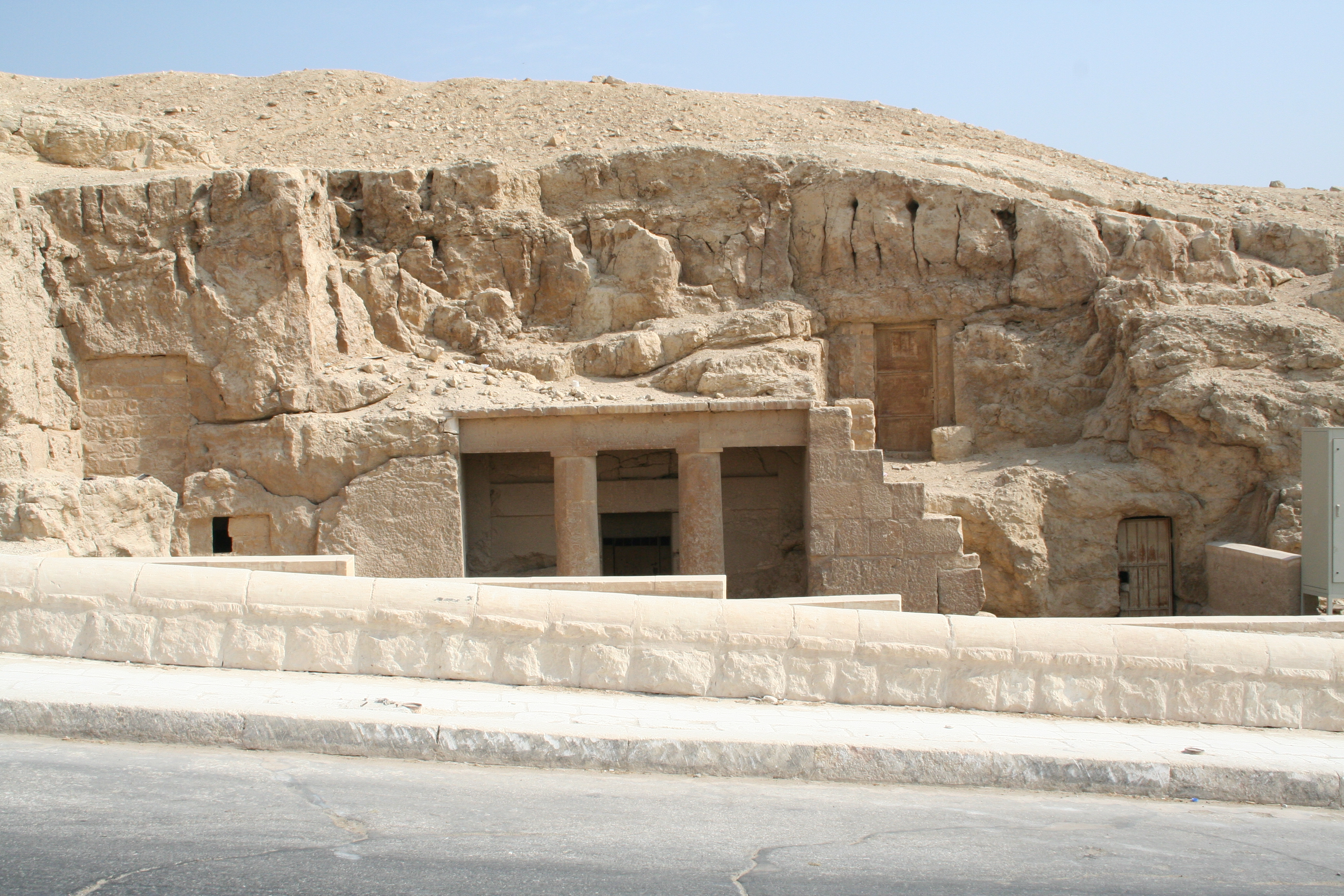
Tomba rupestre di Inkaef

Unitamente alla piramide ed alla mastaba costituiva la forma più usata come tomba a partire dalla IV alla XXIV dinastia e con il suo uso già nell'Antico Regno non viene più realizzato il serdab.
Le tombe più famose risalgono al Medio Regno e sono disseminate in numerose necropoli tra cui quella di Tebe, Beni Hasan, Dra Abu el-Naga e numerose altre.
A Deir el-Medina  alcune tombe sono state ritrovate intatte e sono definite tombe a piramide per l'uso di costruire una piramide in mattoni sopra il soffitto roccioso e spianato della cappella scavata nella collina.
Inizialmente e fino alla VI dinastia presentavano la facciata a portici con due pilastri intagliati nella roccia come nelle sepolture nobiliari dell'altopiano di Giza scavate nella cava per l'estrazione della pietra occorrente per le costruzioni delle grandi piramidi.
Alcuni pilastri avevano la forma di colonne scanalate e Jean-François Champollion li definì di tipo proto-dorico.
I pilastri più o meno numerosi sorreggevano il soffitto ma la bellezza che caratterizzava queste tombe è da ricercarsi nelle pitture su stucco parietali con soggetti di argomento religioso, funebre, sociale ma anche di vita privata e della natura nei suoi aspetti di flora e di fauna, pitture realizzate tutte con estro e vivacità.
La tomba rupestre presentava varie forme, da quella cruciforme dell'Antico Regno a quella con una cappella del Medio Regno, a quella, detta tomba a saff, con numerosi locali del Nuovo Regno.
Erano formate generalmente da un ingresso con ampio cortile, attraverso il quale si accedeva al vestibolo rettangolare parallelo alla facciata colonnata e successivamente vi era la cappella o sala delle offerte che aveva una tavola delle offerte, una nicchia con stele funeraria ed una statua del defunto.
Vi era poi la cripta funeraria, che poteva essere ipogeica, dove il defunto giaceva nel suo sarcofago.